# آویرو
آویرو (Aveiro) یکی از شهرهای کشور پرتغال است.
این شهر که در منطقه مرکزی پرتغال قرار دارد دارای ۷۸٬۴۵۵ نفر جمعیت می‌باشد.

## نگارخانه

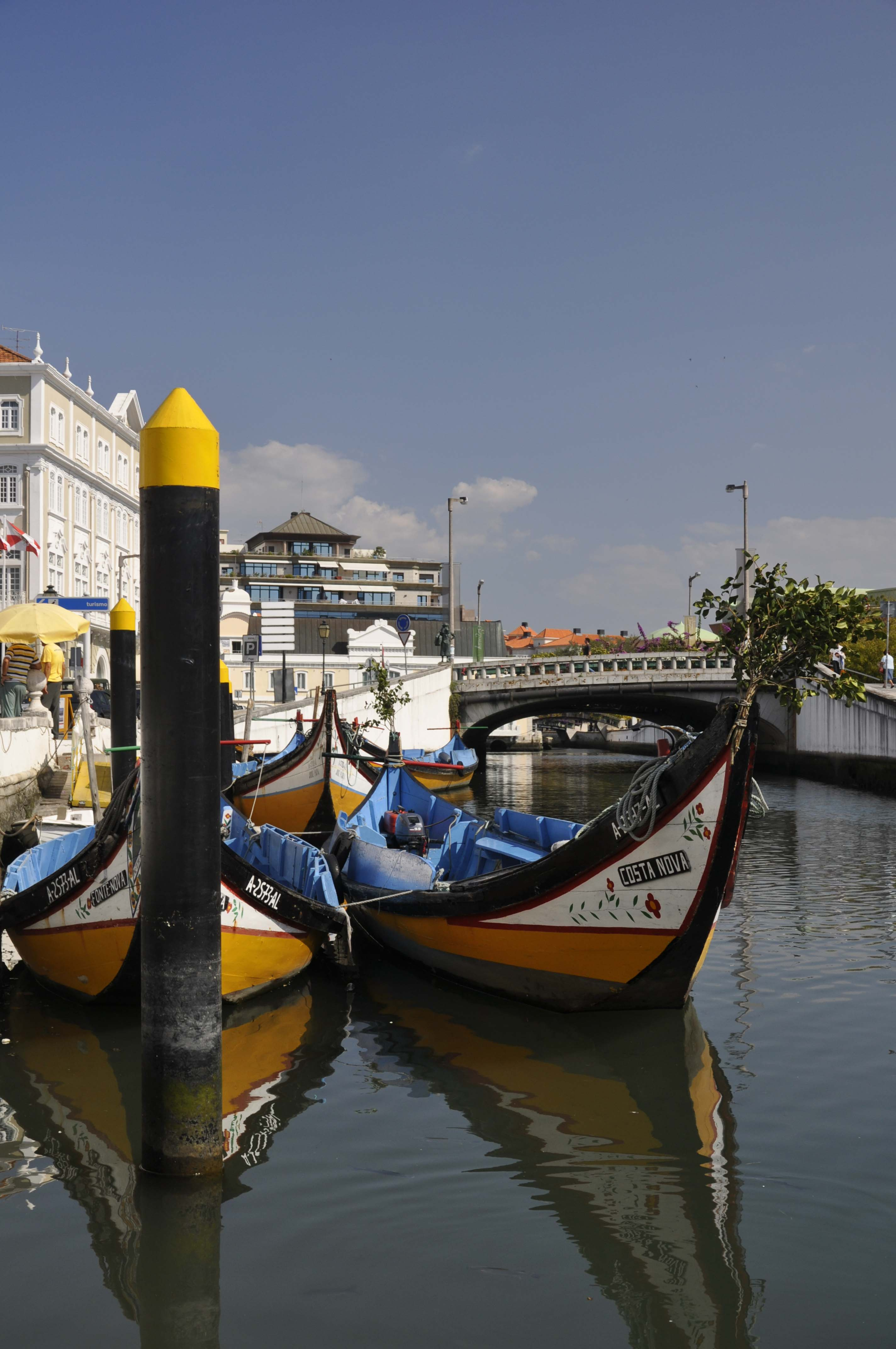
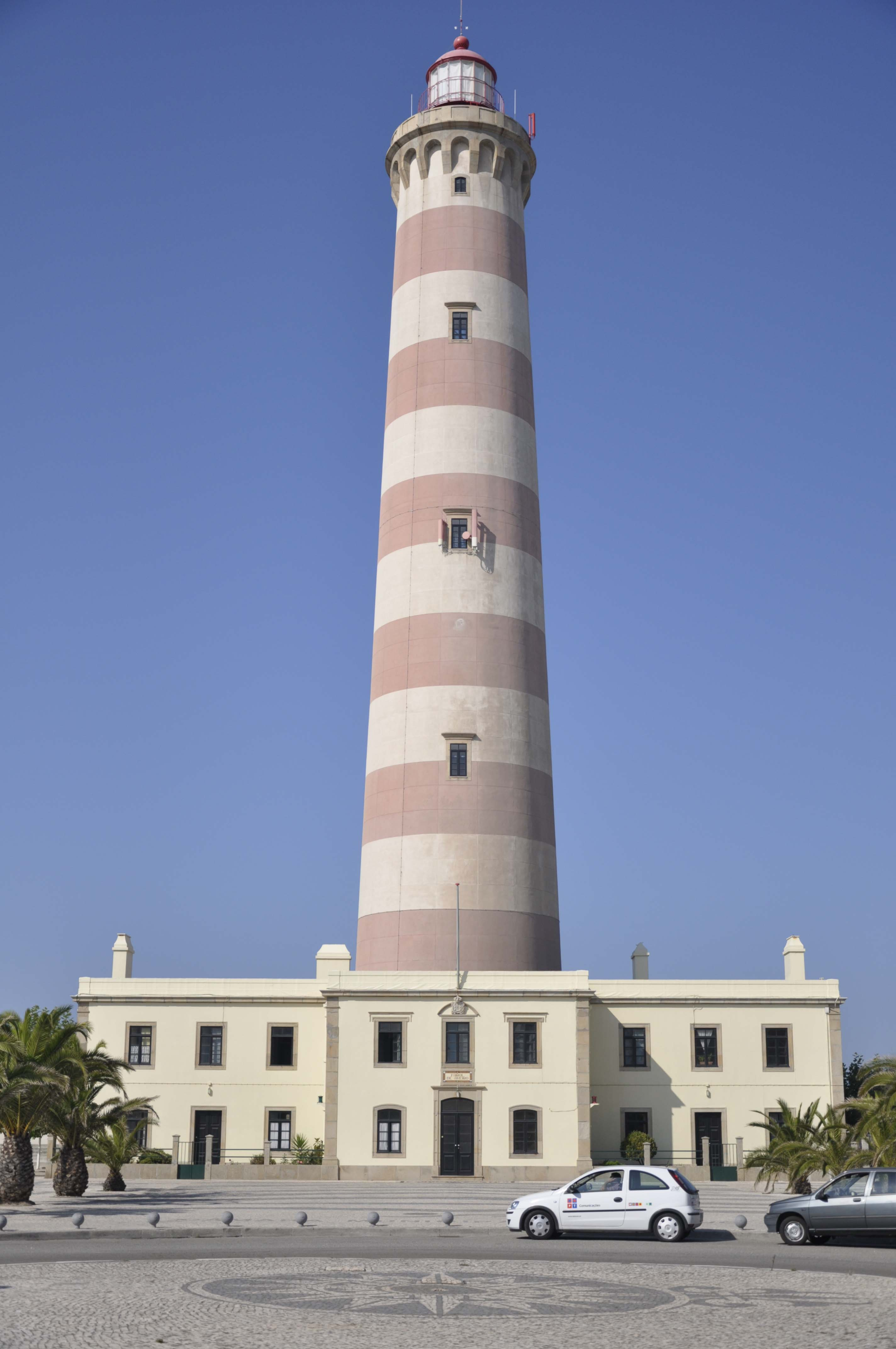
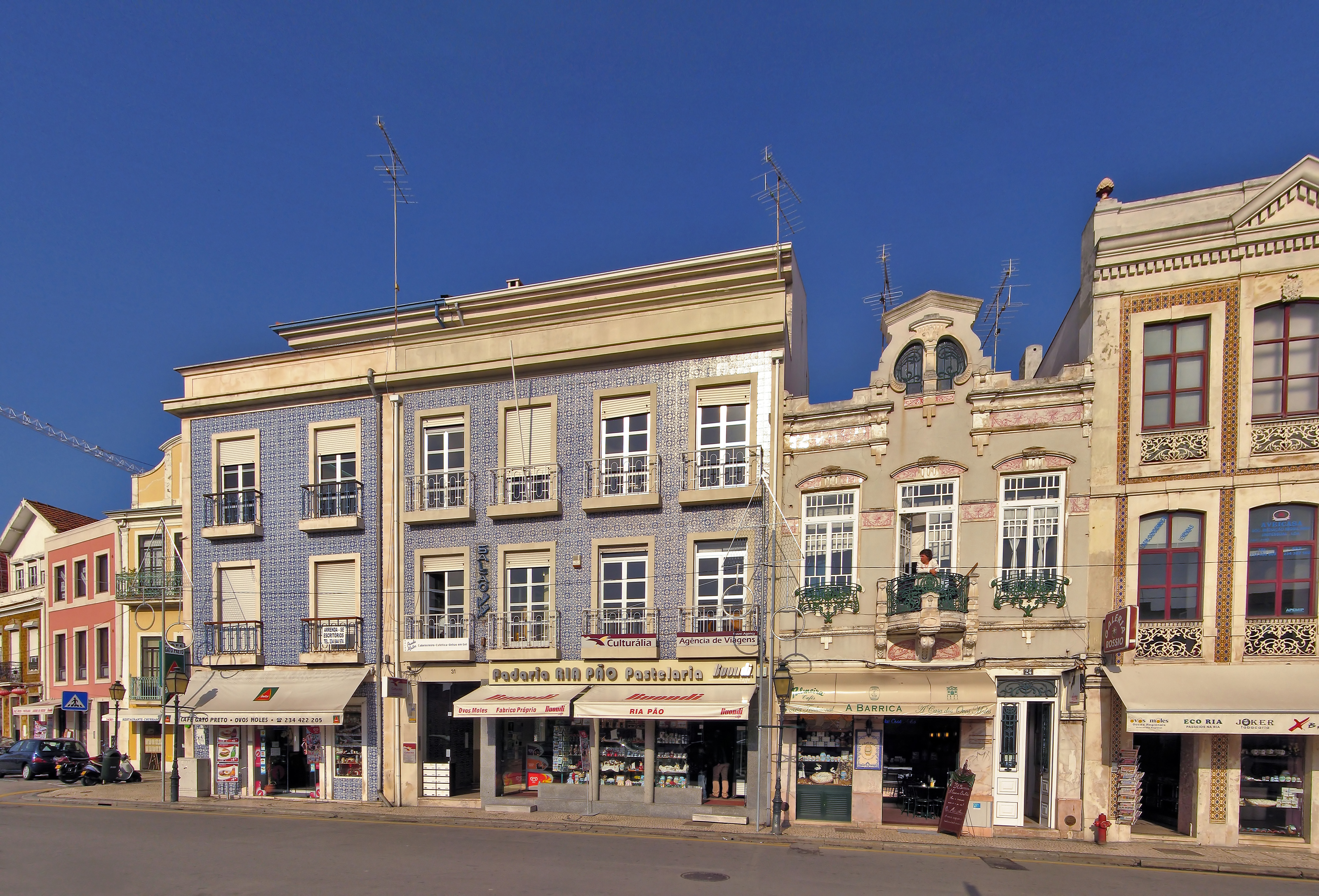
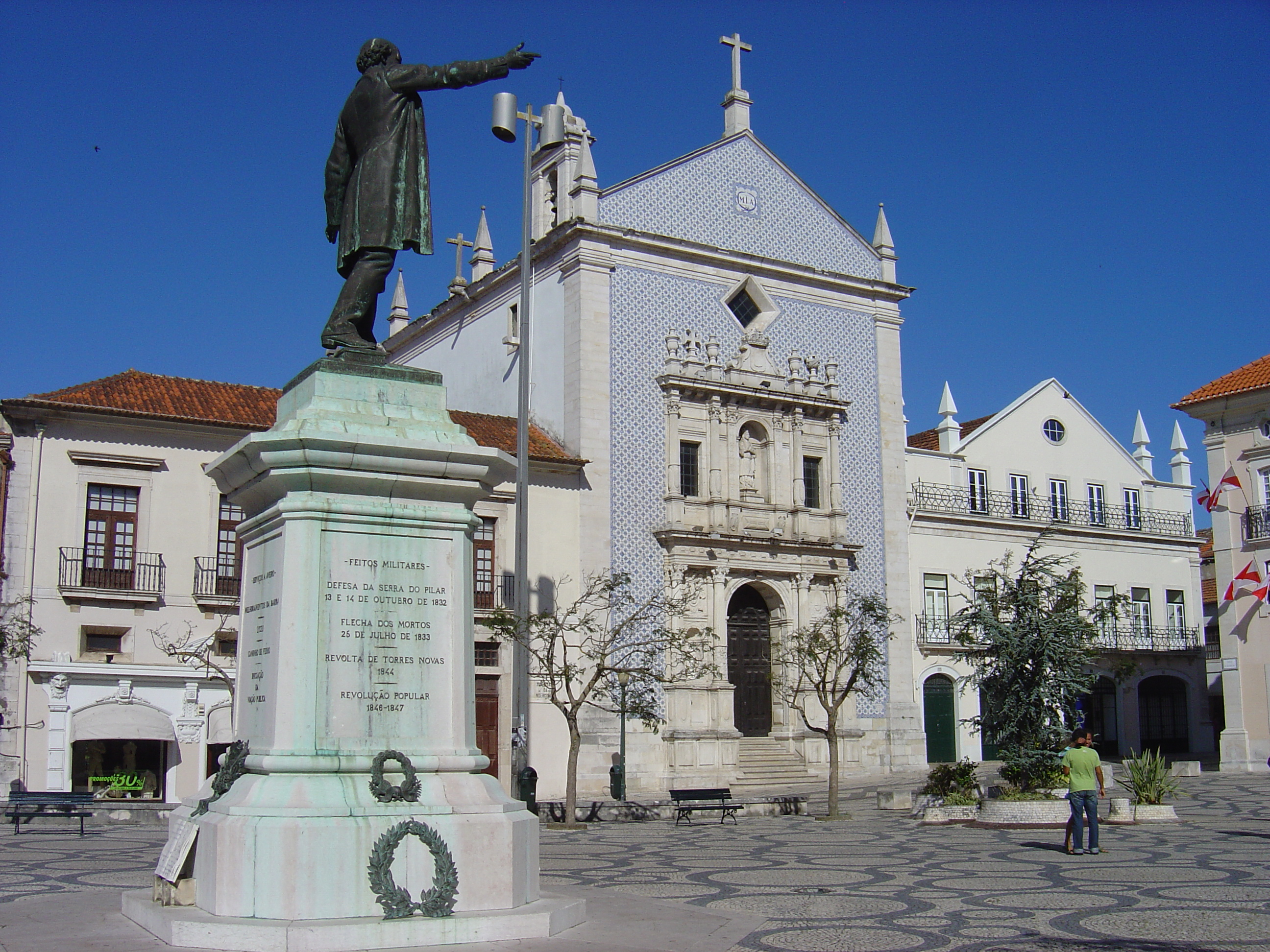
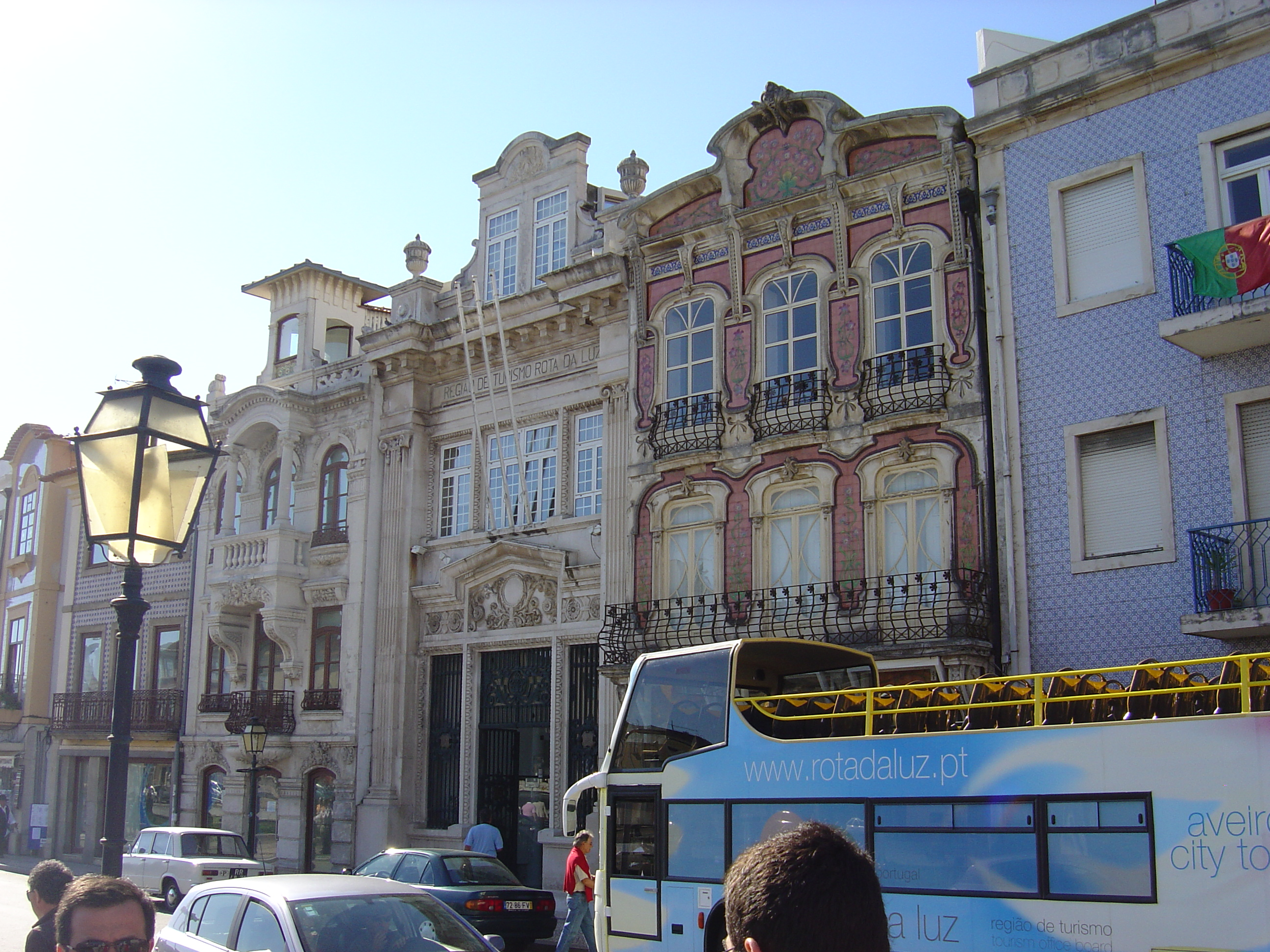
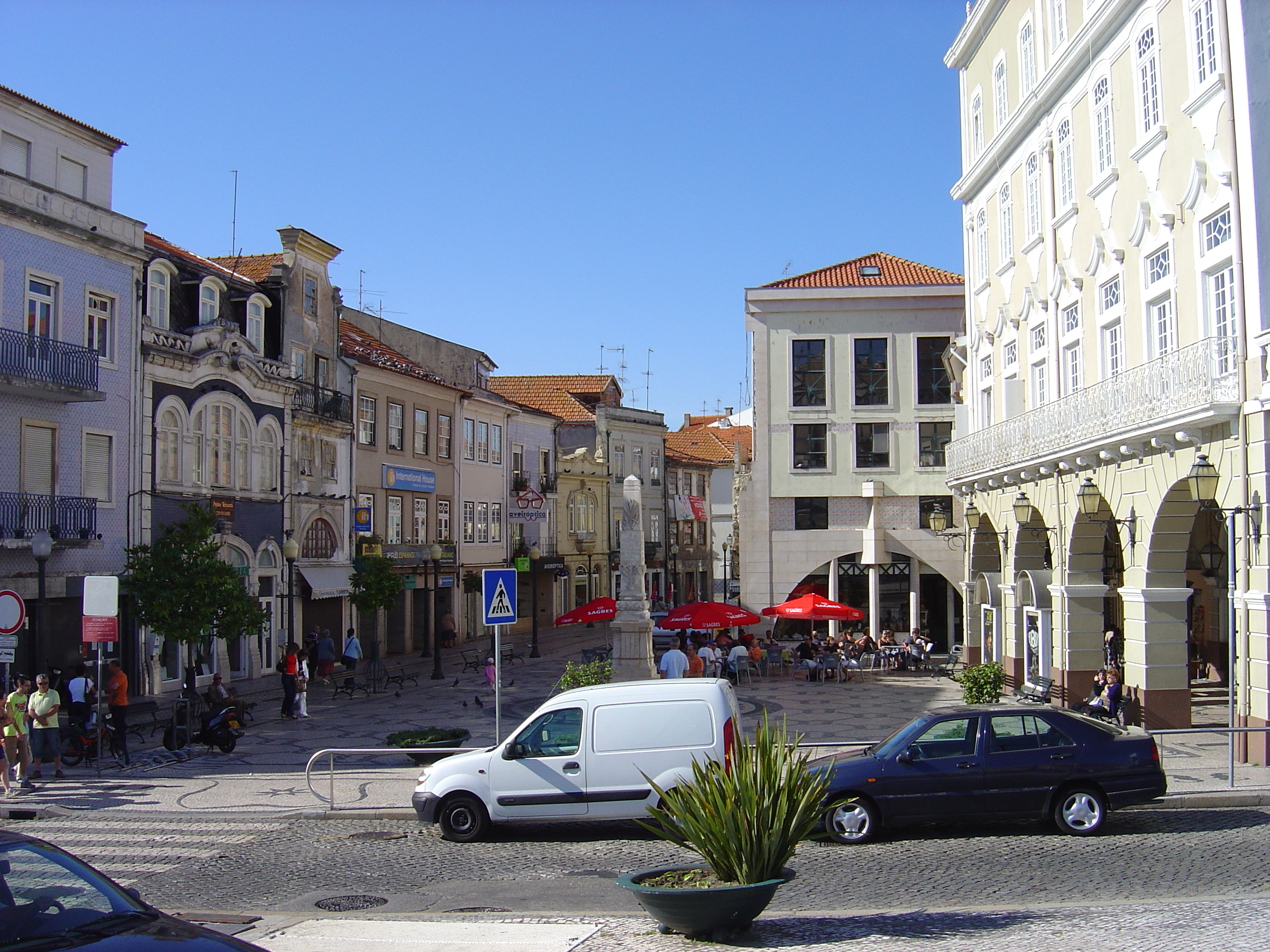
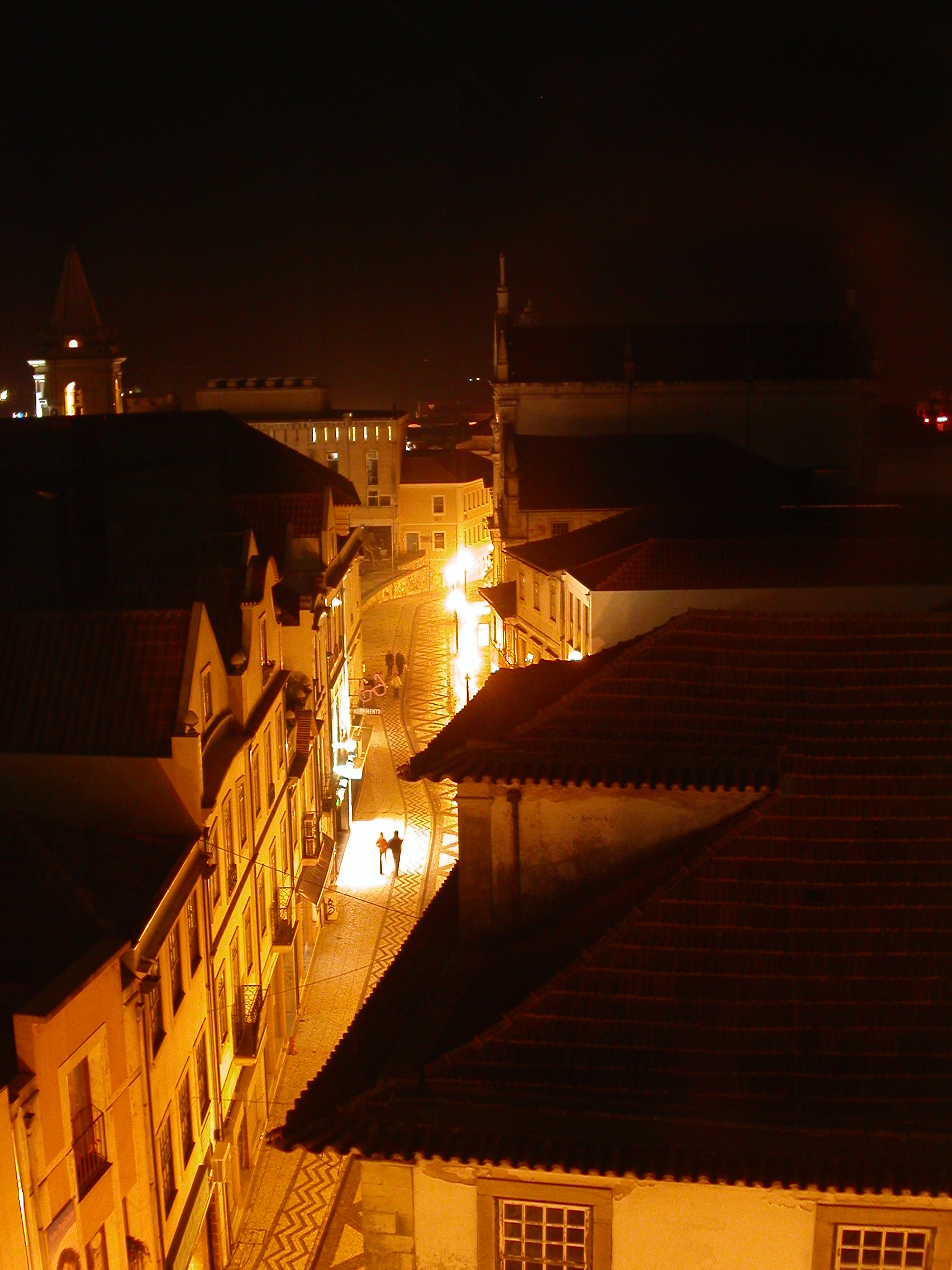
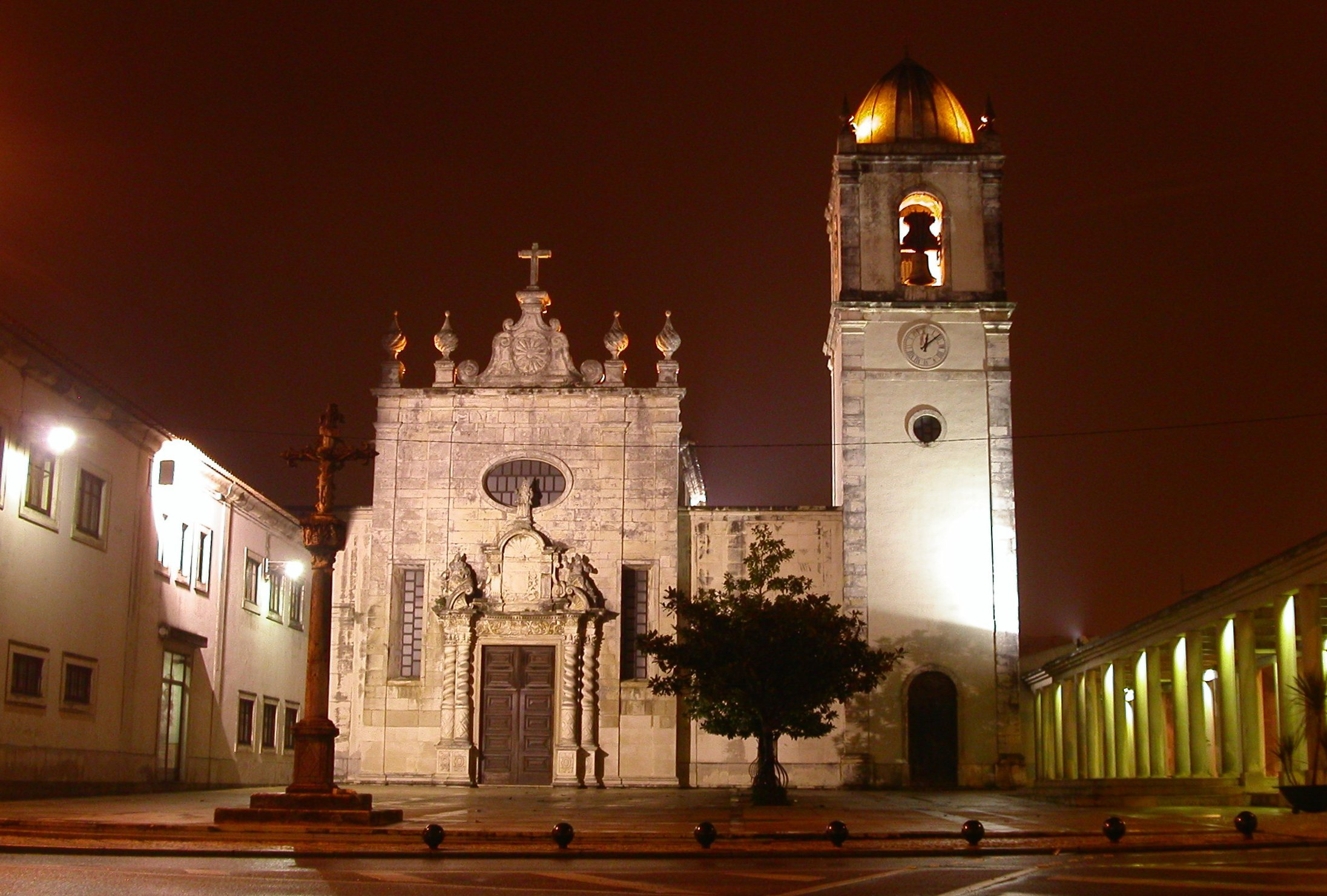
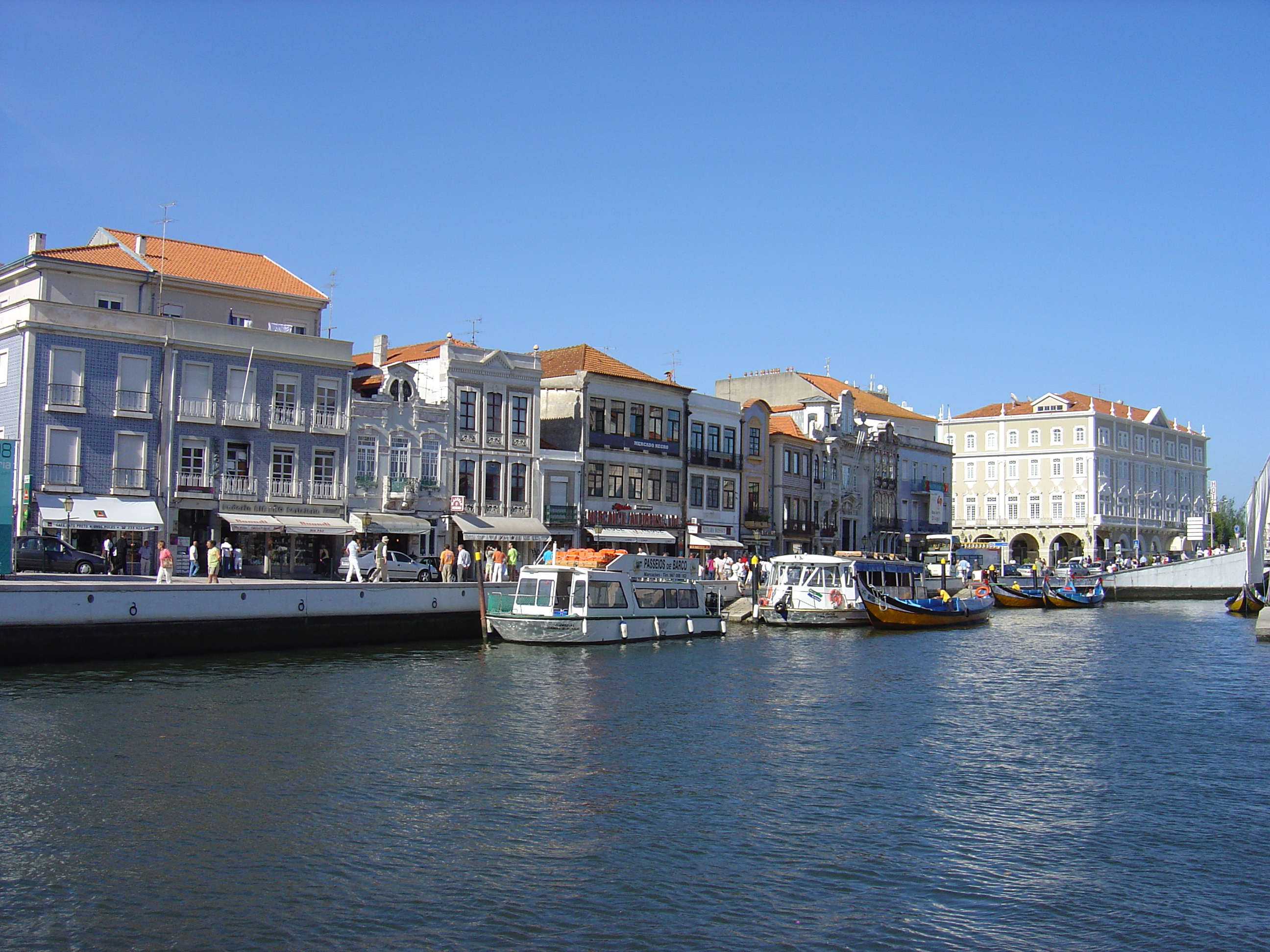
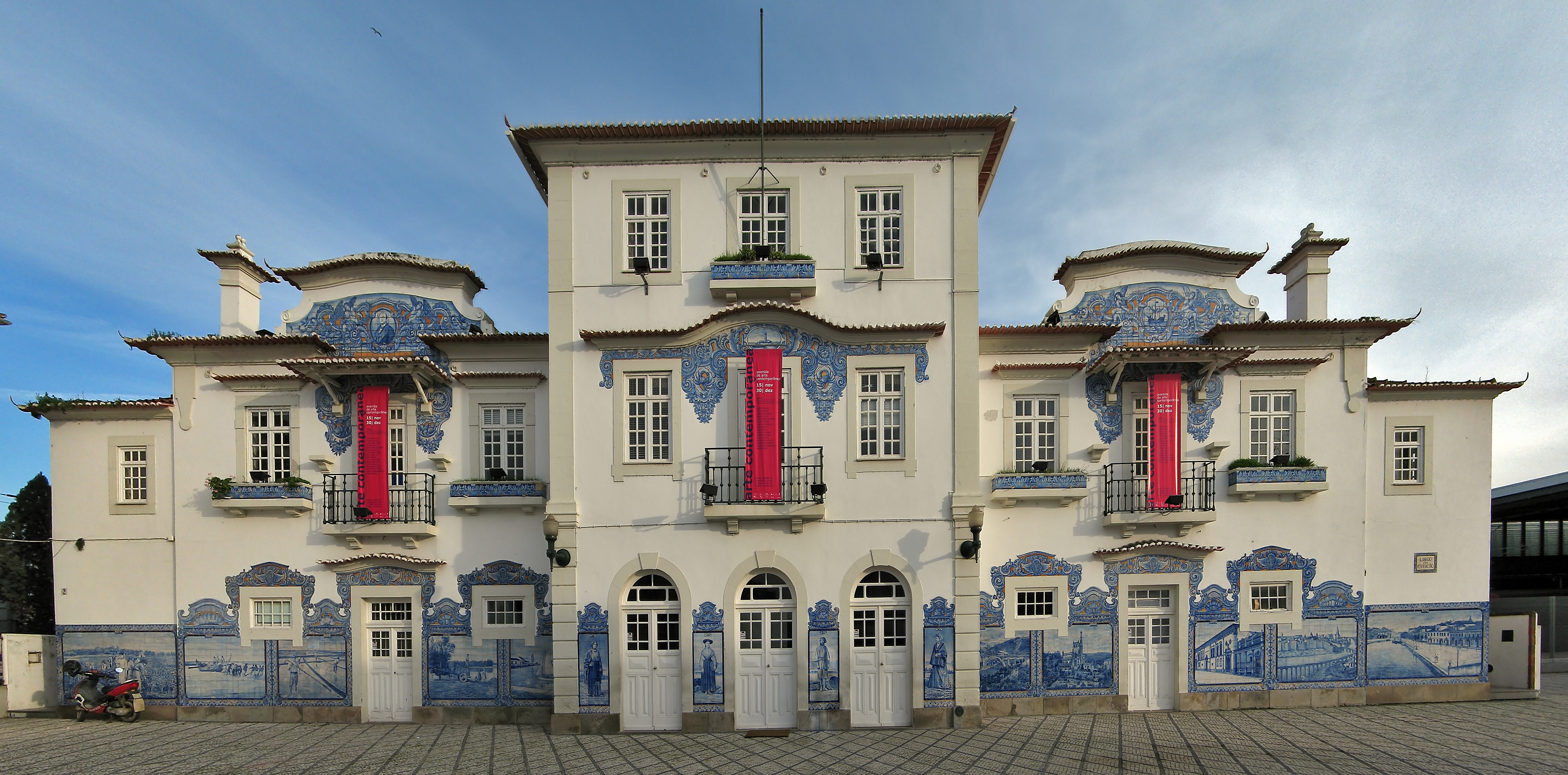